# Fantagio
Fantagio (Hangul: 판타지오) – południowokoreańska agencja talentów, producent filmów i seriali. Firma została założona 16 września 2008 roku jako N.O.A Entertainment (skrót od "Network of Asia"), zanim została przemianowana na Fantagio w czerwcu 2011 roku.

## Spółki zależne

### Madin Entertainment
W styczniu 2011 roku Fantagio założyła dział zarządzania Madin Entertainment. Od 2015 roku Fantagio zarządzało ponad 50 aktorami i aktorkami.

### Fantagio Pictures
Fantagio Pictures to dział produkcji filmowej i telewizyjnej, założony w listopadzie 2011 roku. Wraz z innymi spółkami zależnymi Fantagio Music i Solid C&M. Fantagio Pictures jest producentem lub koproducentem następujących seriali i filmów:
- Finding Kim Jong-wook (2010)
- Dogani (2011)
- Love Fiction (2012)
- Adrenalin (2012)
- 577 Project (2012)
- Bokbulbok after school (2012)
- Rollercoaster (2013)
- Cunning Single Lady (2014, z IOK Media)
- Liar Game (2014, z Apollo Pictures)
- To Be Continued (2015)

### Fantagio Music
Fantagio Music jest wytwórnią płytową i producentem muzyki. W maju 2012 Fantagio założyło grupę HelloVenus w ramach Tricell Media, wspólnego przedsięwzięcia z firmą Pledis Entertainment; współpraca została rozwiązana w 2014 roku i HelloVenus kontynuowały pracę pod wytwórnią Fantagio Music. We wrześniu 2013 roku zadebiutował boysband 5URPRISE, którego członkowie byli wcześniej w dziale aktorskim Fantagio. 23 lutego 2016 roku powstała sześcioosobowy boysband ASTRO, po tym jak zadebiutowali we własnym serialu To Be Continued.

### Solid C&M
Solid C&M to dział Fantagio zajmujący się siecią restauracji, edukacją, dystrybucją i innymi przedsięwzięciami. Café Fantagio została uruchomiona we wrześniu 2012 roku. Firma zainwestowała również w deserową restaurację MangoSix.
4 marca 2013 roku założyciel firmy Nae Byeong-jun, utworzył Akademię Szkolenia Menedżerów, mającą na celu wyszkolenie przyszłych menedżerów sławnych osobistości poprzez program nauczania, w tym zajęcia z zakresu relacji filmowych i medialnych.

## Artyści

### Aktorzy
- Cha Eun-woo
- Chu Ye-jin
- Choi Yu-hwa (od 2012)
- Choi Yun-la
- Han Ki-chan
- Kang Han-na (od 2013)
- Kang Hae-lim
- Kim Do-yeon
- Lee Hwa-kyum (od 2012)
- Lee Seo-young (od 2012)
- Lim Hyun-seung
- Moon Bin
- Park Sol-mi (od 2018)
- Ong Seong-wu
- Yoo Na-gyeol (od 2012)
- Yoon San-ha
- SURPRISE U (od 2017)
  - Kim Hyun-seo
  - Yoon Jung-hyuk
  - Eun Hae-sung
  - Ji Gun-woo

### Zespoły
- ASTRO
- Weki Meki
- Lun8

### Soliści
- Ong Seong-wu

## Byli artyści
- Gong Hyo-jin
- Gong Yoo
- Ha Jung-woo (2002-2016)
- Hwang Bo-ra (2014-2016)
- Im Soo-jung (do 2011)
- Ji Jin-hee (2009-2013)
- Joo Jin-mo (do 2016)
- Jo Yoon-hee
- Jung Chan-woo (2010-2013)
- Jung Gyu-woon (2008-2016)
- Jung Il-woo (2010-2012)
- Jung Kyung-ho (2008-2015)
- Kang Chan-hee (2009-2013)
- Kim Da-hyun (1999-2014)
- Kim Sae-ron (2009-2016)
- Kim So-eun (2008-2016)
- Kim Seo-hyung (do 2015)
- Kim Sun-a (2014-2015)
- Kim Sung-soo (2008-2015)
- Kim Young-ae (2008-2016)
- Lee Chun-hee
- Lee So-yeon (2014-2017)
- Seo Min-ji (2011-2013)
- Sung Yu-ri (2014-2015)
- Yoon Seung-ah (2010-2016)
- Yum Jung-ah (2004-2017)
- Kim Sung-kyun (2012-2018)
- HelloVenus (2012–2019)
- SURPRISE U
  - Cha In-ha (2017–2019)
- 5urprise (2013–2020)
  - Gong Myung
  - Seo Kang-joon
  - Yoo Il
  - Lee Tae-hwan
  - Kang Tae-oh

### Byli stażyści
- Lee Soo-min (uczestniczka Produce 101 i K-pop Star 6 (top 4))
- Kang San (uczestnik Boys24)
- Kang Chan-hee (członek SF9)
- Jung Chan-woo (członek iKON)
- Jung Ye-rin (członkini GFriend)
- Kwon Chae-won (członkini DIA – Eunchae)
- Park Ji-hoon (uczestnik Produce 101 Season 2)